# 亚历山大·沙季洛夫
亚历山大·沙季洛夫（Alexander Shatilov，希伯來語：‎，1987年3月22日—），出生於蘇聯的以色列男子竞技体操运动员，2009年世界锦标赛男子自由体操铜牌得主、2011年世界锦标赛男子自由体操铜牌得主。